# Ravne
Ravne (in italiano in passato Rauna o Rauna del Castello) è un paese della Slovenia, insediamento (naselje) del comune di Aidussina.
La località si trova sulle colline sovrastanti Cernizza (Črniče), a 311.5 metri s.l.m., a 15 kilometri dal capoluogo comunale ed a 17.7 kilometri dal confine italiano.
All'insediamento afferiscono gli agglomerati di Slejki, Ušaji e Tabor.
Nei pressi dell'agglomerato di Tabor è ancora presente un bastione fortificato che in passato servì a monitorare le orde turche che passavano nella sottostante Valle del Vipacco.

## Geografia fisica

### Corsi d'acqua
torrente Ravenšček.

### Alture principali
Čaven, mt 1186; Selovec, mt 1265; Suhi vrh, mt 1280; Bižaj, mt 1342; Praprot, mt 1374.

## Storia
In epoca asburgica la località era parte del comune di Cernizza (Črniče), inquadrato nella Contea di Gorizia e Gradisca (a sua volta parte dapprima del Regno d'Illiria e poi dal 1846 del Litorale austriaco). Era nota col toponimo sloveno di Ravna e con quello italiano di Rauna.
In seguito alla prima guerra mondiale e al Trattato di Rapallo, la località come il resto della Venezia Giulia entrò a far parte del Regno d'Italia. Dal punto di vista amministrativo rimase inquadrata nel comune di Cernizza (che negli anni Trenta verrà rinominato Cernizza Goriziana), che a sua volta venne incluso dapprima nella Provincia del Friuli e successivamente dal 1927 nella ricostituita Provincia di Gorizia. La località negli anni Trenta verrà rinominata Rauna del Castello.
Nel 1947, in seguito alla seconda guerra mondiale e ai Trattati di Parigi, la località divenne parte della Jugoslavia. Dal 1991 fa parte della Slovenia come insediamento del comune di Aidussina.